# Tianyu Auto Joint
Tianyu Auto Joint Corp. war ein Hersteller von Automobilen aus der Volksrepublik China.

## Unternehmensgeschichte
Das Unternehmen wurde 1987 in Chengdu gegründet. 1989 begann die Produktion von Automobilen. Der Markenname lautete Yemingzhu. 2011 endete die Produktion.

## Fahrzeuge
Das erste Modell war 1989 der YMX 5010 X. Dies war eine Limousine. Die Karosserie bestand aus Kunststoff. Ein Vierzylindermotor mit 800 cm³ Hubraum trieb die Fahrzeuge an.
Davon abgeleitet war der Pick-up YMX 1010.
1997 folgte mit dem YMZ 463 Q-A eine größere viertürige Limousine. Ein Vierzylindermotor mit 869 cm³ Hubraum und 52 PS Leistung ermöglichte 134 km/h Höchstgeschwindigkeit.
Zwischen 1994 und 1998 gab es außerdem den Geländewagen CTJ-3. Die Basis bildete der Suzuki Alto. 180 Fahrzeuge entstanden.